# Campeonato Mundial de Esgrima de 1985
O Campeonato Mundial de Esgrima de 1985 foi a 48ª edição do torneio organizado pela Federação Internacional de Esgrima (FIE) entre 11 de julho a 21 de julho de 1985. O evento foi realizado em Barcelona, Espanha. 

## Resultados
Os resultados foram os seguintes. 
Masculino
| Evento             | Ouro                                                                                                  | Prata                                                                                                 | Bronze |
| Espada individual  | França · Philippe Boisse                                                                              | Tchecoslováquia · Jaroslav Jurka                                                                      | França · Philippe Riboud                                                                                  |
| Espada por equipe  | Alemanha Ocidental · Alexander Pusch · Achim Bellmann · Volker Fischer · Thomas Gerull · Arnd Schmitt | Itália · Sandro Cuomo · Roberto Manzi · Stefano Bellone · Angelo Mazzoni · Maurizio Randazzo          | União Soviética · Vitali Agueyev · Serguei Kravchuk · Andrei Shuvalov · Alexandr Mozhayev · Mijail Tishko |
| Florete individual | Itália · Mauro Numa                                                                                   | Itália · Andrea Cipressa                                                                              | Alemanha Ocidental · Harald Hein                                                                          |
| Florete por equipe | Itália · Mauro Numa · Andrea Cipressa · Andrea Borella · Federico Cervi                               | Alemanha Ocidental · Harald Hein · Matthias Behr · Klaus Reichert · Thorsten Weidner · Ulrich Schreck | União Soviética · Alexandr Romankov · Vladimer Aptsiauri · Anvar Ibraguimov · Boris Koretski              |
| Sabre individual   | Hungria · György Nébald                                                                               | Bulgária · Khristo Etropolski                                                                         | Bulgária · Vasil Etropolski                                                                               |
| Sabre por equipe   | União Soviética · Andrei Alshan · Gueorgui Pogosov · Serguei Mindirgasov · Viktor Krovopuskov         | Bulgária · Jristo Etropolski · Vasil Etropolski · Gueorgui Chomakov · Marin Ivanov                    | Hungria · Imre Bujdosó · Imre Gedővári · György Nébald · József Varga                                     |

Feminino
| Evento             | Ouro | ' Prata                                                                                         | Bronze |
| Florete individual | Alemanha Ocidental · Cornelia Hanisch                                                                         | Alemanha Ocidental · Sabine Bischoff                                                            | Itália · Anna Rita Sparaciari                                                                              |
| Florete por equipe | Alemanha Ocidental · Cornelia Hanisch · Anja Fichtel · Sabine Bischoff · Susanne Lang · Zita-Eva Funkenhauser | Hungria · Gertrúd Stefanek · Zsuzsanna Jánosi · Edit Kovács · Zsuzsanna Szőcs · Katalin Győrffy | União Soviética · Valentina Sidorova · Olga Velichko · Olga Voshchakina · Marina Soboleva · Irina Ushakova |

## Quadro de medalhas
| Ordem | País               | Medalha de ouro | Medalha de prata | Medalha de bronze |    |
| ----- | ------------------ | --------------- | ---------------- | ----------------- | -- |
| 1     | Alemanha Ocidental | 3               | 2                | 1                 | 6  |
| 2     | Itália             | 2               | 2                | 1                 | 5  |
| 3     | Hungria            | 1               | 1                | 1                 | 3  |
| 4     | União Soviética    | 1               |                  | 3                 | 4  |
| 5     | França             | 1               |                  | 1                 | 2  |
| 6     | Bulgária           |                 | 2                | 1                 | 3  |
| 7     | Checoslováquia     |                 | 1                |                   | 1  |
| TOTAL | TOTAL              | 8               | 8                | 8                 | 24 |